# Jean-François Dudevant
Jean-François Dudevant est un homme politique français né le 23 juin 1754 à Bordeaux (Gironde) et décédé le 20 février 1826 à Pompiey (Lot-et-Garonne).

## Biographie
Il est le fils de Jacques Dudevant, né le 7 décembre 1701, fils de Jean-Pierre et de Suzanne Mulh, reçu bourgeois de Bordeaux en 1760, et de Jeanne Barbeguières, fille d'un négociant de Bordeaux, ancien consul de cette
ville.
Gendarme dans la Maison du Roi, il prit part comme capitaine de cavalerie à la campagne de 1792, et passa peu de temps après dans la Vendée pour y organiser le 14e chasseurs à cheval dont il fut nommé chef de brigade, il fit toutes les Guerres de Vendée jusqu'à la pacification, et y reçut plusieurs blessures qui l'obligèrent à prendre sa retraite en 1798. Mais la pièce 60 du dossier 701, AF III/149, des Archives nationales correspondant au 2 thermidor an VI (20 juillet 1798) contient une« lettre du ministre de la Guerre concernant l’affaire de Dudevant, chef de brigade, et Barbier, quartier maître du 14e régiment de chasseurs, accusés d’avoir falsifié les registres de matricule de ce corps », qui pourrait laisser penser qu'il ne s'est pas retiré de son plein gré.
Le gouvernement consulaire lui confia les fonctions de maire de Pompiey (Lot-et-Garonne). C'est dans cette situation que, présenté comme candidat au corps législatif impérial, il fut nommé par le Sénat conservateur député du Lot-et-Garonne le 12 mai 1809 jusqu'en 1815. Il est un parlementaire actif, participant aux travaux du code pénal. Il est chevalier d'Empire en 1810 et baron en 1811.
Sous la Première Restauration, le 2 décembre 1814, il est fait officier de la Légion d'honneur et chevalier de Saint-Louis.
Après le retour de l'Île d'Elbe, le baron Dudevant fait partie de la Chambre des Cent-Jours, comme représentant de l'arrondissement de Nérac, élu le 15 mai 1815, par 59 voix sur 71 votants.
Avec sa servante Augustine Soulé, il avait eu un fils, François-Casimir, né le 5 juin 1795, qui épousera en 1822 George Sand. Le 15 avril 1797, lui-même s'était marié avec Gabrielle-Louise de La Porte de Sainte-Gemme, qui élèvera l'enfant.

## Armes
Les armes concédées au baron Dudevant et de l'Empire sont les suivantes : Parti au premier d'azur au casque taré de profil d'or, surmonté d'une branche d'olivier en bande d'argent : au 2è de gueules à la fasce d'or, accompagnée en pointe d'une étoile d'argent : franc quartier des barons tirés de l'armée, brochant au neuvième de l'écu, es pour livrées, les couleurs de l'écu.

## Sources
1. ↑  Archives du Directoire exécutif, inventaire analytique manuscrit rédigé par S. de Dainville-Barbiche, dactylographie des Archives nationales, Pierrefitte-sur-Seine, 2016, p. 85, AF III/149.
2. ↑  George Sand, Œuvres autobiographiques, Gallimard, coll. La Pléiade, tome 2, 1971, p. 1309

- « Jean-François Dudevant », dans Adolphe Robert et Gaston Cougny, Dictionnaire des parlementaires français, Edgar Bourloton, 1889-1891 [détail de l’édition]

- Gustave Chaix d'Est-Ange, Dictionnaire des familles françaises anciennes ou notables, Tome Quatorzième, pages 315 à 317

- George Sand Et Le Berry

- Revue de l'Agenais, Volume 3